# Сподня Браниця
Сподня Браниця (словен. Spodnja Branica) — поселення в общині Нова Гориця, Регіон Горишка, Словенія. Висота над рівнем моря: 107,6 м.